# 前181年
| 千纪： | 前1千纪 |
| 世纪： | 前3世纪 \| 前2世纪 \| 前1世纪                                                                                         |
| 年代： | 前210年代 \| 前200年代 \| 前190年代 \| 前180年代 \| 前170年代 \| 前160年代 \| 前150年代                               |
| 年份： | 前186年 \| 前185年 \| 前184年 \| 前183年 \| 前182年 \| 前181年 \| 前180年 \| 前179年 \| 前178年 \| 前177年 \| 前176年 |
| 纪年： | 西汉高后七年 |

## 大事记
- 呂后改呂國為濟川國，封詐漢惠帝子劉太為濟川王。
- 在朝臣的提議下，呂后頒佈了關閉和南越國交界的關卡和市場，禁止向南越國出售鐵器和其它物品的政令。

## 逝世
- 劉恢
- 托勒密五世